# Iglesia de San Sebastián (Cortegana)
La ermita de San Sebastián, popularmente conocida como ermita del Santo, es un templo católico situado en la localidad de Cortegana.

## Historia
El edificio empezó a construirse en la primera mitad del siglo XIV, a la que corresponde la cabecera. La nave, las dos portadas y la espadaña son de la segunda mitad del siglo. La actual cubierta de la nave se debe probablemente a una reforma del siglo XIX.

## Descripción
La capilla mayor se cubre con bóveda de crucería gótica mientras que la nave tiene bóveda de cañón sobre lunetos.
Reciben culto en este templo los titulares de la Hermandad de la Vera Cruz. El Cristo crucificado y San Juan fueron tallados por Manuel Pineda Calderón. La Virgen gloriosa del Rosario es una obra de autor anónimo catalán de 1942. Fue sustituida como dolorosa por la imagen esculpida por Paco Malo y bendecida en 2012.
Desde 2019 alberga un belén napolitano con piezas del siglo XVIII.
En la capilla del castillo se expone actualmente la cabeza de la antigua imagen de San Sebastián, obra del primer tercio del siglo XVI atribuida a Jorge Fernández.